# Куценко Андрій Володимирович
Андрій Володимирович Куценко (28 грудня 1989, м. Жовква, Львівська область — 3 липня 2024) — український трековий велогонщик, майстер спорту міжнародного класу, військовослужбовець Збройних Сил України.

## Біографія
Андрій Володимирович Куценко народився 28 грудня 1989 року Жовкві Львівської області. Велоспортом почав займатися під час навчання у школі. У 2007 році вступив до Львівського державного університету фізичної культури імені Івана Боберського, де навчався на факультеті фізичного виховання. У 2011 році отримав диплом бакалавра, а у 2012 — магістра.

## Спортивна кар'єра
Протягом професійної кар'єри став багаторазовим чемпіоном України, рекордсмен України в гіті на 1 км і в командному спринті. Виступав за національну збірну України з 2006 до 2016 року, брав участь у чемпіонатах Європи та світу. За високі спортивні досягнення удостоєний звання майстра спорту України міжнародного класу.

## Військова служба та загибель
З початком повномасштабного вторгнення Росії в Україну повернувся з Італії, де мешкав із сім'єю, та добровільно приєднався до лав Збройних Сил України. Протягом понад двох років брав участь у бойових діях на різних напрямках фронту.
Загинув 3 липня 2024 року під час бойового зіткнення у складі 47-ї окремої механізованої бригади «Маґура».